# 斯坦利·瓦格纳
斯坦利·瓦格纳（英語：Stanley Wagner，1908年3月2日—2002年10月11日），加拿大男子冰球运动员，场上位置是守门员。他曾代表加拿大参加1932年冬季奥林匹克运动会冰球比赛，获得一枚金牌。